# Internationales Fledermausmuseum Julianenhof

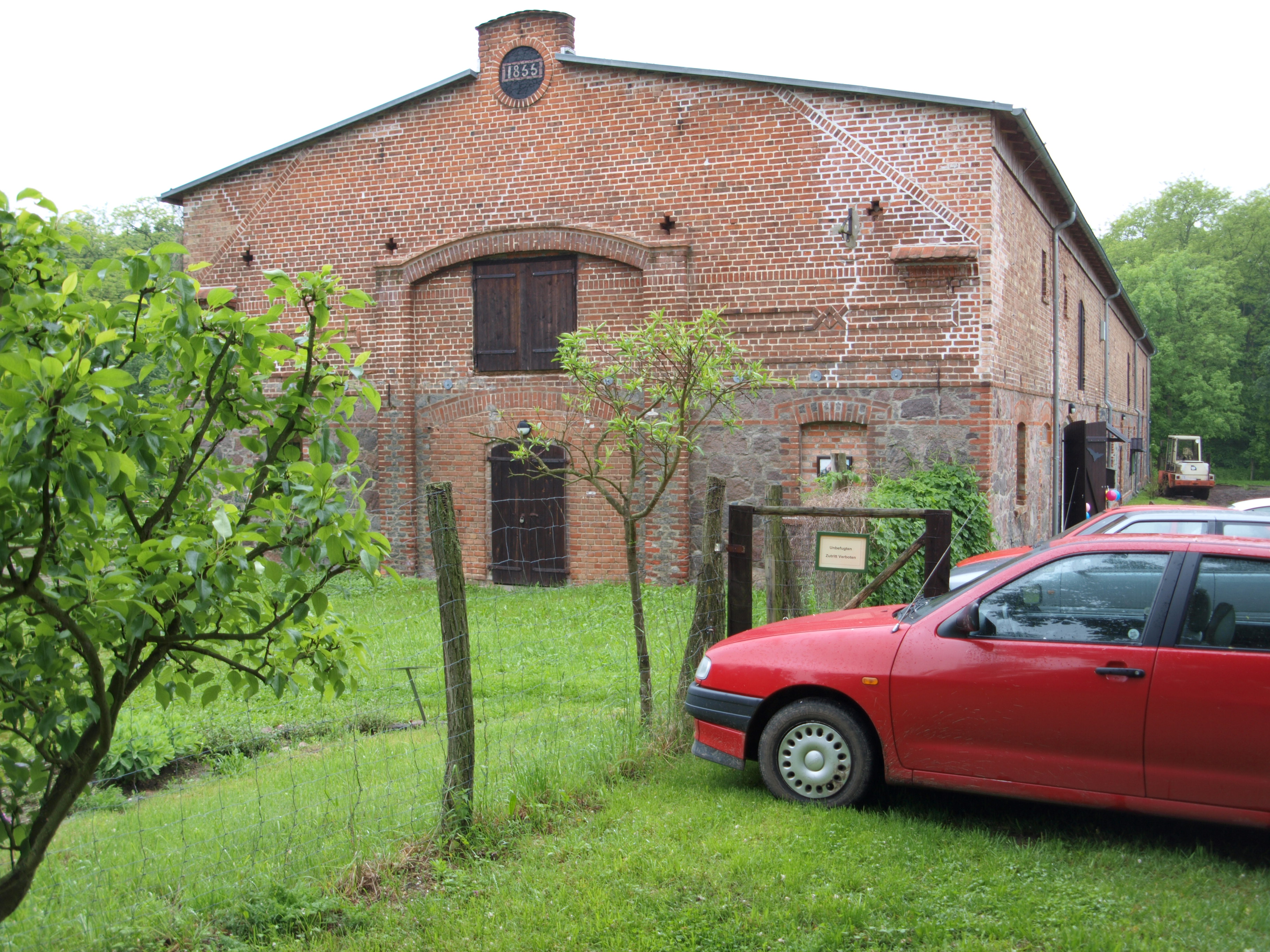
Außenansicht des Internationalen Fledermausmuseums Julianenhof

Das Internationale Fledermausmuseum Julianenhof ist ein Naturkundemuseum in Julianenhof, einem Gemeindeteil der Gemeinde Märkische Höhe im Landkreis Märkisch-Oderland, das sich dem Schutz der Fledermäuse und ihrer Umwelt verschrieben hat. Das Museum zeigt den Besuchern das Leben der Tiere und dokumentiert umfassend die Entwicklung ihrer Erforschung. Träger des Museums ist der NABU. In Deutschland gibt es derzeit kein weiteres Museum dieser Art. 

## Gebäude

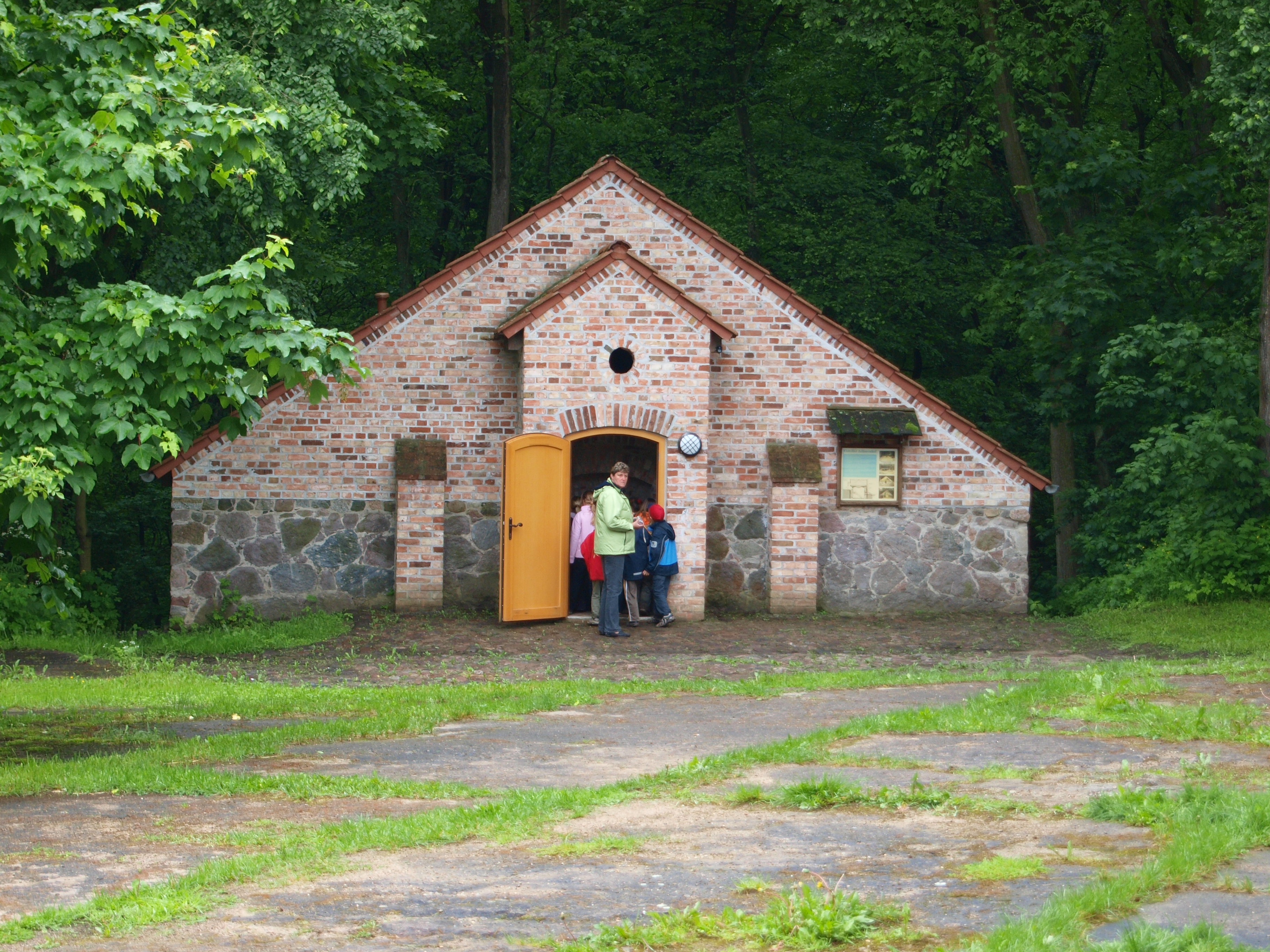
Eiskeller im Garten des Fledermausmuseums

Das Museum liegt im Naturpark Märkische Schweiz zwischen Berlin und der polnischen Grenze. Der heutige Ort Julianenhof wurde 1855 als Vorwerk des Gutes Reichenberg errichtet, das Gebäude des heutigen Fledermausmuseums wurde in der Zeit der DDR als Stall genutzt. Nachdem der NABU – Regionalverband Strausberg-Märkische Schweiz e.V. das 9500 Quadratmeter umfassende Gelände mit Fördermitteln erwarb, wurden die Gebäude mit finanzieller Unterstützung des NaturSchutzFonds Brandenburg annähernd wieder in ihren ursprünglichen Zustand versetzt. Anbauten wurden abgerissen und das Hauptgebäude restauriert. Der Außenbereich „Naturerlebnis Fledermaus“ wurde 2010/2011 fertiggestellt.
Der Eiskeller auf dem Gelände zählt mit einer Raumhöhe von über fünf Metern und einer Grundfläche von nahezu 40 Quadratmetern zu den größten in Brandenburg. Sein Volumen ermöglichte einst das Einlagern von etwa 120 Kubikmetern Eis, welches sich dank der 1,85 Meter starken, mit Luftkammern versehenen Außenmauern bis zu zwei Jahre halten konnte. Heute überwintern in diesem Gebäude Fledermäuse. Der Eiskeller wurde bereits im Jahr 2000 mit Fördermitteln des Landes Brandenburg rekonstruiert.
Der kleine Fledermausgarten wurde 2008 angelegt. Er soll Anregungen und Tipps für den eigenen Garten geben. Die Beete sind verschiedenen Insektengruppen gewidmet, die als Nahrung für unsere heimischen Fledermäuse dienen.
Im Außen- und Innenbereich des Museums wird eine Sammlung verschiedener Typen von Fledermauskästen präsentiert.

## Aufgaben und Ziele

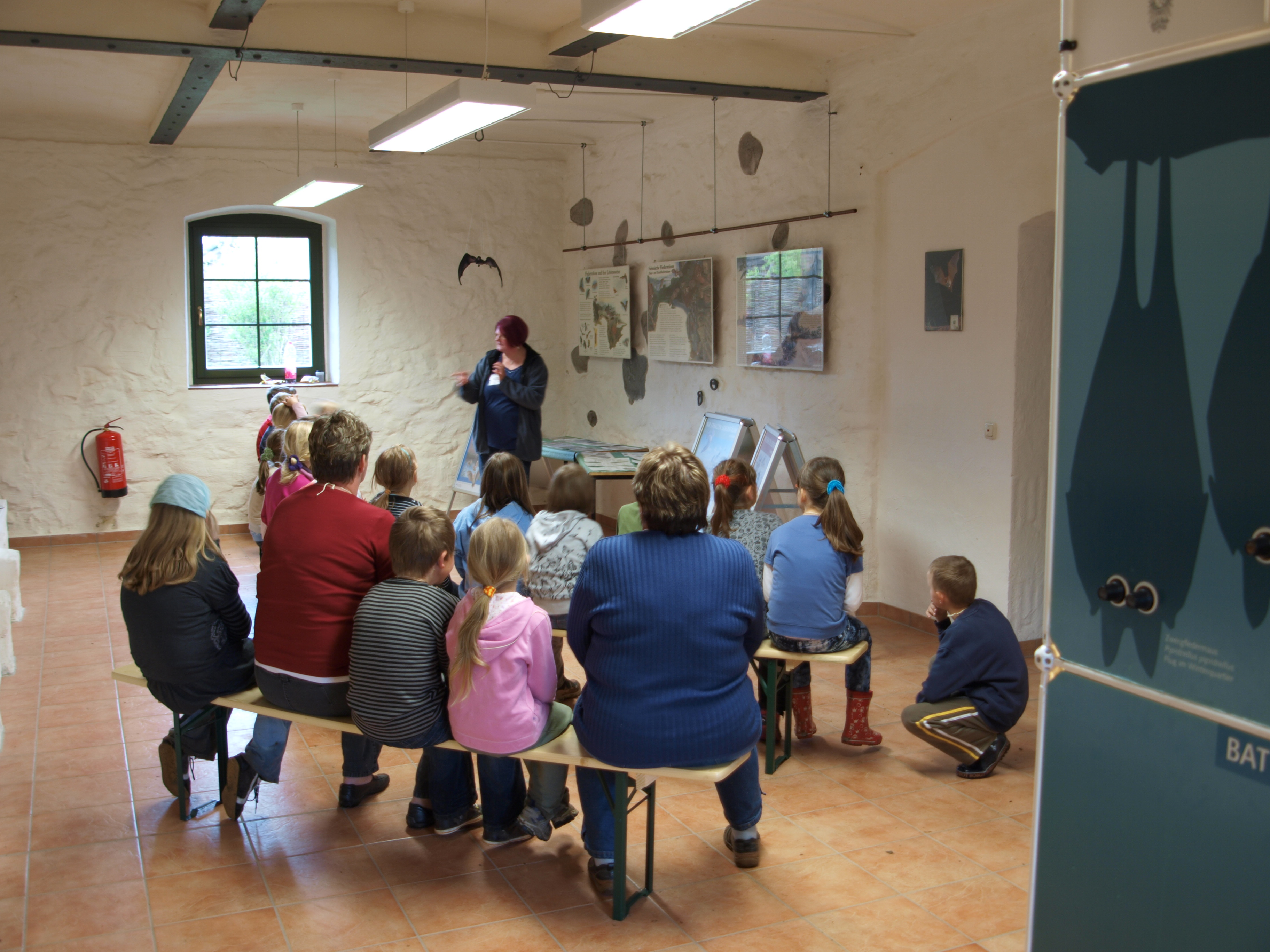
Schulklasse in einer Führung

Laut dem Abkommen zur Erhaltung der europäischen Fledermauspopulationen haben sich 31 europäische Staaten dazu verpflichtet, den Bestand der Fledermäuse zu schützen. Das Museum leistet zu diesem Abkommen seinen Beitrag und informiert Besucher in einer ständigen Ausstellung. Es gibt wechselnde Sonderexponate zu sehen, es finden Führungen und Vorträge statt. Information, Bildung und Forschung werden hier miteinander verbunden. Besucher erfahren geeignete Maßnahmen zum Schutz der Fledermäuse und ihres Lebensraumes. Ziel des Museums ist es, ein kommunikativer Knotenpunkt der nationalen und internationalen Fledermausforscher und -schützer zu werden.

## Erfolge
Unter dem Dachstuhl des Museums befinden Wochenstuben der Großen Bartfledermaus, der Rauhautfledermaus, der Zwergfledermaus und der Mückenfledermaus. Laut der Ausflugszählung am 2. Juni 2017 hat sich der Bestand dieser Arten auf 1282 Tiere erhöht.
Bisher wurden die Fransenfledermaus, Wasserfledermaus, Mopsfledermaus, Breitflügelfledermaus, Große Bartfledermaus, Braunes Langohr, Graues Langohr, Großes Mausohr, die Zwergfledermaus, die Rauhautfledermaus, die Mückenfledermaus sowie die Bechsteinfledermaus in verschiedenen Quartierstufen des Museumsbereiches nachgewiesen.

## Finanzen
Für den ständigen Betrieb erhält das Museum keine finanzielle Unterstützung. Da der Eintritt für Besucher frei ist, ist man für die Erhaltung und den weiteren Ausbau des Museums auf Spenden angewiesen.